# Bouke Beumer
Bouke Beumer (ur. 21 listopada 1934 w Valkenswaard, zm. 10 kwietnia 2022 w Bloemendaal) – holenderski ekonomista, polityk i samorządowiec, członek Apelu Chrześcijańsko–Demokratycznego, deputowany do Tweede Kamer, poseł do Parlamentu Europejskiego I, II i III kadencji.

## Życiorys
Z wykształcenia ekonomista. Kształcił się w Nederlandse Economische Hogeschool w Rotterdamie. Pracował w koncernie Unilever i w administracji regionalnej. Działał w Partii Antyrewolucyjnej, wchodził w skład jej władz centralnych. Z ugrupowaniem tym w 1980 współtworzył Apel Chrześcijańsko-Demokratyczny.
W latach 1966–1975 zajmował stanowisko burmistrza gminy Midwolda. Równocześnie od 1968 do 1971 tymczasowo wykonywał obowiązki burmistrza gminy Scheemda. Od 1970 przez pięć lat był także radnym prowincji Groningen. Od stycznia 1975 do lipca 1979 zasiadał w Twedee Kamer, niższej izbie holenderskich Stanów Generalnych. W tym czasie pełnił funkcję wiceprzewodniczącego specjalnej komisji ds. projektu przebudowy kolonii torfowych w Groningen oraz wiceprzewodniczącego komisji ds. ekonomicznych.
W 1979 uzyskał po raz pierwszy mandat do Parlamentu Europejskiego. Odnawiał go w dwóch kolejnych wyborach w 1984 i 1989, zasiadając w Europarlamencie do 1994. W przeciągu swojej piętnastoletniej działalności w PE Bouke Beumer był członkiem prezydium frakcji Europejskiej Partii Ludowej (1979–1994), członkiem Komisji ds. Gospodarczych i Walutowych (1979–1982 oraz 1984–1987), przewodniczącym Komisji ds. Młodzieży, Kultury, Edukacji, Informacji i Sportu (1982–1984), a także oraz  przewodniczącym Komisji ds. Gospodarczych i Walutowych oraz Polityki Przemysłowej (1987–1994).
Działał w różnych organizacji społecznych, od 2000 do 2003 był przewodniczącym federacji filmowej Federatie Filmbelangen.